# Maison au 25, rue du Jeu-des-Enfants à Strasbourg
La maison au 25, rue du Jeu-des-Enfants est un monument historique situé à Strasbourg, dans le département français du Bas-Rhin.

## Localisation
Ce bâtiment est situé au 25, rue du Jeu-des-Enfants à Strasbourg.

## Historique
L'édifice fait l'objet d'une inscription au titre des monuments historiques depuis 1984.